# 京都市営バス八条営業所
京都市営バス八条営業所（きょうとしえいバスはちじょうえいぎょうしょ）は、京都市南区東九条西山王町にかつて存在していた京都市営バスの営業所。九条営業所に統合され廃止された。
跡地は市の事業によって再開発ビルが建設され、商業棟「京都アバンティ」（アバンティビル）およびホテル棟「ホテル京阪京都グランデ」となっている。

## 沿革
- 1954年12月：八条運輸事務所として開設する。
- 1970年4月：構内にあった京都市電八条口操車場を廃止。
- 1979年5月：廃止。

## 廃止時所管路線

### 71号系統
現在は九条営業所が担当

### 81号系統
現在は横大路営業所が担当